# Rui Rêgo
Rui Manuel Castanheira do Rêgo (Viana do Castelo, 5 luglio 1980) è un ex calciatore portoghese, di ruolo portiere.